# Boyceville
Boyceville és una població dels Estats Units a l'estat de Wisconsin. Segons el cens del 2000 tenia 1.043 habitants.

## Demografia
Segons el cens del 2000, Boyceville tenia 1.043 habitants, 424 habitatges, i 268 famílies. La densitat de població era de 103,8 habitants per km².
Dels 424 habitatges en un 34,7% hi vivien nens de menys de 18 anys, en un 46,7% hi vivien parelles casades, en un 12,5% dones solteres, i en un 36,6% no eren unitats familiars. En el 28,5% dels habitatges hi vivien persones soles el 16,7% de les quals corresponia a persones de 65 anys o més que vivien soles. El nombre mitjà de persones vivint en cada habitatge era de 2,46 i el nombre mitjà de persones que vivien en cada família era de 3,08.
Per edats la població es repartia de la següent manera: un 29,4% tenia menys de 18 anys, un 8% entre 18 i 24, un 28,3% entre 25 i 44, un 19,4% de 45 a 60 i un 15% 65 anys o més.
L'edat mediana era de 34 anys. Per cada 100 dones de 18 o més anys hi havia 86,8 homes.
La renda mediana per habitatge era de 31.250 $ i la renda mediana per família de 36.389 $. Els homes tenien una renda mediana de 30.270 $ mentre que les dones 20.921 $. La renda per capita de la població era de 14.674 $. Aproximadament l'11,9% de les famílies i el 13,8% de la població estaven per davall del llindar de pobresa.

## Poblacions més properes
El següent diagrama mostra les poblacions més properes.